# Amarysius sanguinipennis
Amarysius sanguinipennis là một loài bọ cánh cứng trong họ Cerambycidae.